# Kalsås

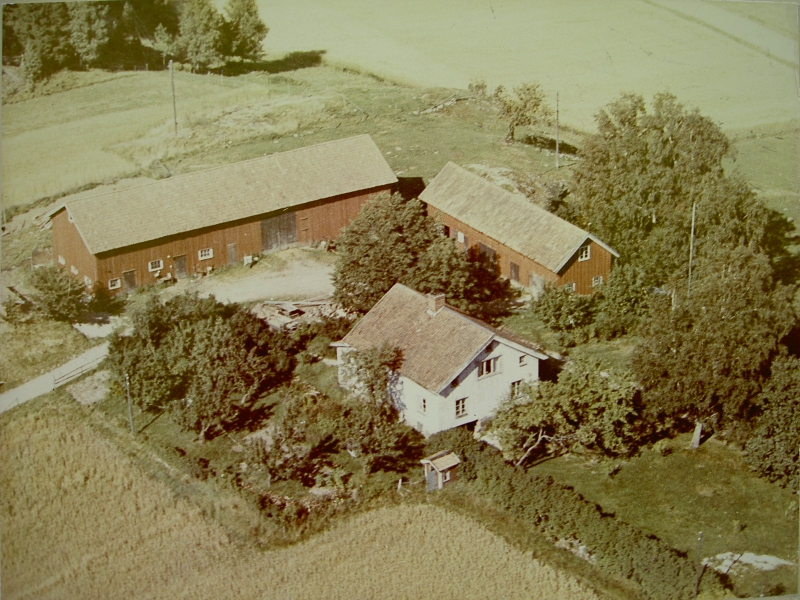
Flygfoto över Kalsås.

Kalsås är en gård som ligger norr om Hogstorp i Uddevalla kommun i Bohuslän och tillhör Västra Götalands län. Gården har varit i samma släkts ägo sedan 1773. 

## Gården
Gården har varit posthemman och fideikommiss. Den var befriad från plikt att hålla soldattorp och från att leverera byggnadsmaterial eller utföra dagsverke vid Skredsviks kyrkbygge. Detta varade fram till mitten av 1800-talet. Postryttaren som kom med posten från dåvarande Kristiania skulle då förses med friska utvilade hästar på gården, där byte skedde. 
Nuvarande boningshus är timrat och uppfört 1864. Ladugården är uppförd 1900 och magasinsbyggnaden 1922.

## Ortnamn under Kalsås
Greveröd, även kallat Kvarnkasen, är ursprungligen ett torp med tillhörande kvarn som låg på sydvästra delarna av Kalsås ägor. Platsen fick sitt namn av soldaten Sven Greve, född 1742, som bosatte sig där. I kyrkböckerna omnämns ortnamnet endast vid ett tillfälle, vid ett gossebarns död 1814. Torpet revs omkring 1870 (sista ägaren var Johannes Andersson, 1831-70) och idag återstår endast grunden samt en minnesskylt. 
Andra ortnamn är torpen Valås och Grevemyren samt Marstrand som var föremål för arkeologiska utgrävningar, se längre ner.

## Utgrävningar
Tidigare upphörde E6 som motorväg i nordlig riktning just vid Kalsås och ortnamnet blev bekant i samband med utgrävningar inför motorvägsbygget genom mellersta Bohuslän. Man fann då en förhistorisk boplats på gårdens ägor. Bland fynden fanns pilspetsar i flinta och förruttnade bopålar.